# ولاد يسف (أولاد خلوف)
ولاد يسف هو دُوَّار يقع بجماعة أقواس بريش، عمالة طنجة أصيلة، جهة طنجة تطوان الحسيمة في المملكة المغربية. ينتمي الدوّار لمشيخة أولاد خلوف التي تضم 6 دواوير. يقدر عدد سكانه بـ 207 نسمة حسب الإحصاء الرسمي للسكان والسكنى لسنة 2004.

## روابط خارجية
- البوابة الوطنية للجماعات الترابية
- المندوبية السامية للتخطيط